# レジス・メサック

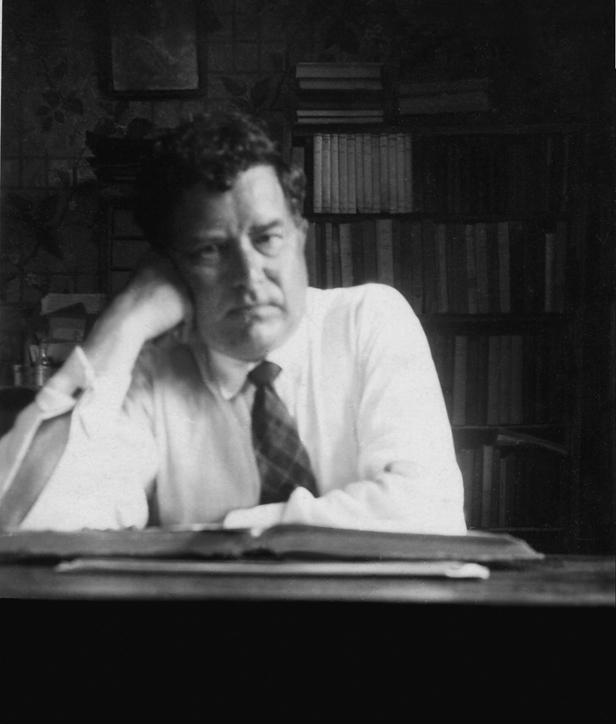

レジス・メサック（Régis Messac, 1893年8月2日 - 1945年）は、戦間期に活動したフランスの小説家。また詩人、ジャーナリスト、幻想文学研究者であった。小説家としては、フランスにおけるSFの先駆者の一人と見なされている。代表作は破滅ものの長編『半球の弔旗』（1934年）で、それをはじめとして作品には悲観主義的傾向が顕著である。生前はほとんど無名で、小説・論文の多くが未刊のままであったが、1970年代以降に再評価された。

## 経歴
メサックはシャラント＝マリティーム県シャンパニャク（Champagnac）で小学校教師の息子として生まれた。第一次大戦に従軍し（平和主義的な彼には「敵軍に対して空砲しか撃たなかった」というエピソードがある）、1914年12月8日に重傷を負った。1922年に文法学の一級教員資格を得てオーシュのリセ（高校）で翌1923年まで教員として勤める。その後フランスを離れ、1923年から24年の間はスコットランドのグラスゴー大学で外国人講師として働いた。続く1924年から29年にはカナダのマギル大学に勤めた。彼が特に興味を持った対象は英語圏の新しい文学、すなわち推理小説およびSF小説であった。1929年にフランスに戻った彼はそのテーマで文学博士論文"Detective Novel" et l'influence de la pensée scientifique（“デテクティヴ・ノヴェル”と科学思想の影響）を上梓し、高評価を得た。その後モンペリエのリセの教員となり、1936年にクタンス（Coutances）のリセに移った。
ナチスによるフランス占領中はレジスタンスに協力したが暴力的活動は控えた。1943年5月10日に逮捕され、フランスおよびドイツ各地の強制収容所を転々とさせられる内に死亡した。その正確な場所と日時は不明だが、場所はドイツのグロス＝ローゼン収容所（Gross-Rosen）ないしドーラ収容所（Mittelbau-Dora）のどちらか、日時は1945年1月19日以降であることまでは分っている。メサックの名はパンテオンにある「第二次大戦中に死亡した作家リスト」に記されている。

## 長編小説
- Le Miroir flexible (1933) 未訳
- Quinzinzinzili (1935) 『半球の弔旗』牧神社〈レジス・メサック全集3〉
  - 破滅もの。突如「第二次世界大戦」が勃発し日本の超兵器で文明は崩壊し、わずかに残った子供たちが独特の原始社会を構築していく様を描く。
- La Cité des asphyxiés (1937) 『窒息者の都市』牧神社〈レジス・メサック全集2〉
  - ディストピアもの。タイム・スリップで数万年先に放り込まれた現代人の目を通して、陰鬱な未来社会（地上が呼吸不能になり、空気を司る特権階級が地下都市を牛耳っている）が描かれる。
- Smith Conundrum, roman d'une université américaine (c. 1942) 未訳
  - 自伝的要素の強い風刺小説。
- Valcrétin ([1943] 1973) 『滅びの島』牧神社〈レジス・メサック全集1〉
  - 南米の孤島に、極めて原始的な生活を送っている矮人種族が発見される。バベール教授による彼らの「治療」および「教化」の試みと、その失敗を通して、人間性に対する絶望が表明された作品である。

### 評論
- 『「探偵小説」の考古学』石橋正孝 監訳、国書刊行会、2021年6月

## 参考資料
- 『滅びの島』（メサック著、麻周堯訳、牧神社、1975年。NCID BA58668689）巻末「あとがき」
- 『SF万国博覧会』（北原尚彦、青弓社、2000年、ISBN 4-7872-91386）第2章17節